# ذاتس سو رايفن
ذاتس سو رايفن (بالإنجليزية: That's So Raven)‏ هو مسلسل خوارق تلفزيوني كوميدي أمريكي للمراهقين. كان العرض الأول على قناة ديزني في 17 يناير 2003، وانتهى في 10 نوفمبر 2007. واشتق منه مسلسل آخر هو كوري إن ذا هاوس. تم ترشيح المسلسل في عام 2005 وعام 2007 لجوائز إيمي عن برامج الأطفال المتميزة.
تدور أحداث المسلسل في سان فرانسيسكو، وتدور حول مراهقة تدعى رايفن باكستر، تلعب دورها رايفن سيمون، مع أصدقائها إدي (أورلاندو براون) وتشيلسي (آنليز فان در بول)، وعائلتها؛ الأم تانيا باكستر (تكياه كريستال كيماه) الأب فيكتور باكستر (رونديل شيريدان) وشقيقها كوري (كايل ماسي). تمتلك رايفن قوة خارقة تمكنها من رؤية المستقبل، كما أن لها موهبة في تصميم الأزياء. ترى رايفن رؤى صغيرة وقصيرة (وغير مفهومة أحيانا) وبشكل غير متوقع، ما يتسبب لها أحيانا في مشاكل بسبب عدم تقديرها للموقف بشكل صحيح.
أعيد بث الحلقات على محطة أيه بي سي كيدز ساترداي مورنينغ في الولايات المتحدة على شبكة ABC المملوكة لديزني حتى 27 أغسطس 2011، عندما توقفت المحطة. ولم تصدر ديزني أي إعلان بشأن إعادة إصدار المنسلسل على DVD. حصل المسلسل على درجات مشاهدة أعلى من أي مسلسل آخر على قناة ديزني، كما أنه أول مسلسل في تاريخ قناة ديزني يتخطى حاجز المائة حلقة.

## روابط خارجية
- ذاتس سو رايفن على موقع IMDb (الإنجليزية)
- ذاتس سو رايفن على موقع ميتاكريتيك (الإنجليزية)
- ذاتس سو رايفن على موقع روتن توميتوز (الإنجليزية)
- ذاتس سو رايفن على موقع قاعدة بيانات الأفلام العربية
- ذاتس سو رايفن على موقع كينوبويسك (الروسية)
- ذاتس سو رايفن على موقع ألو سيني (الفرنسية)
- ذاتس سو رايفن على موقع قاعدة بيانات الفيلم (الإنجليزية)